# Observatório Parkes
O Observatório Parkes é um observatório de radioastronomia localizado 20 quilômetros a norte da cidade de Parkes, na Austrália. No observatório está localizado o radiotelescópio Murriyang, com 64 metros de diâmetro, além de outros dois telescópios menores.
Suas contribuições científicas ao longo de décadas de operação levaram a Australian Broadcasting Corporation a descrevê-lo como o instrumento científico mais bem sucedido construído na Austrália, depois de 40 anos de operação. Recebe cerca de 80 mil visitantes por ano.
O observatório é administrado pelo Commonwealth Scientific and Industrial Research Organisation (CSIRO).

## História
Durante a Segunda Guerra Mundial, o CSIRO possuía um Laboratório de Radiofísica em Sydney, que estudava em segredo a tecnologia do radar. No começo da década de 1950, o grupo de Sydney era um dos mais bem sucedidos estudando radioastronomia. As primeiras pesquisas utilizavam equipamentos reaproveitados do período de guerra, e permitiram a detecção dos primeiros sinais de rádio vindo de fora da Via Láctea, o estudo da emissão de ondas de rádio vindas do Sol, e refletir sinais de radar na Lua. No entanto, era necessário um telescópio maior para aprofundar as pesquisas.
Planos para a construção do telescópio tiveram início em 1951. O projeto teve financiamento do governo australiano e de instituições filantrópicas dos Estados Unidos. A construção começou em setembro de 1959, e o observatório foi inaugurado em 31 de outubro de 1961.
Em operação, o telescópio permitiu a descoberta de quasares, que já foram os objetos mais distantes da Terra conhecidos. Outras descobertas incluem campos magnéticos interestelares que influenciam os braços da Via Láctea, mais de metade dos pulsares conhecidos, e esteve envolvido na busca por vida extraterrestre.
A antena de 64 metros foi uma das várias utilizadas para receber imagens ao vivo do pouso da Apollo 11 na Lua. Também ajudou a receber as mensagens da Apollo 13, permitindo o retorno seguro dos astronautas na ocasião.
O observatório foi incluído na Lista de Patrimônios Nacionais Australianos em 10 de agosto de 2020.
Em novembro de 2020, os três telescópios receberam nomes na língua Wiradjuri. O telescópio principal recebeu o nome Murriyang, em homenagem à casa nas estrelas de Biyaami, o espírito criador. O telescópio de 12 metros construído em 2008 recebeu o nome de Giyalung Miil, que quer dizer "Olho Esperto". O terceiro, com uma antena fora de uso, foi chamado Giyalung Guluman, podendo ser traduzido para "Prato Esperto", em referência à calota do telescópio.

## Peryton
Uma das descobertas possibilitadas pelo telescópio é dos perytons. Em 1998, o telescópio começou a detectar curtos pulsos de rádio e sinais semelhantes, que receberam o nome de peryton. As evidências indicavam que os perytons tinham origem terrestre, e uma das hipóteses é que fosse de origem de raios. No entanto, a detecção só ocorria durante dias úteis e durante o horário de funcionamento, com maior frequência próximo ao meio-dia. Mesmo com o horário de verão da Asutrália, a ocorrência continuava próxima ao horário legal, fortalecendo a hipótese de origem humana. Em 2015, um artigo descreveu a origem dos perytons como advindo de um forno de micro-ondas. Quando um usuário abria o forno antes do seu término de funcionamento, o magnetron envia um curto pulso de micro-ondas que escapa pela porta aberta, e, dependendo do ângulo da antena, isso era captado pelos sensores. Foram feitos experimentos.